# Haplophaedia
Haplophaedia – rodzaj ptaków z podrodziny paziaków (Lesbiinae) w rodzinie kolibrowatych (Trochilidae).

## Zasięg występowania
Rodzaj obejmuje gatunki występujące w Ameryce Centralnej (Panama) i Południowej (Kolumbia, Ekwador, Peru i Boliwia).

## Morfologia
Długość ciała 9–11,6 cm; masa ciała 4–6,5 g.

## Systematyka

### Etymologia
Haplophaedia: gr. ἁπλοος haploos „przezroczysty”; φαιδρος phaidros „błyszczący, jaskrawy”.

### Podział systematyczny
Do rodzaju należą następujące gatunki:
- Haplophaedia aureliae (Bourcier & Mulsant, 1846) – puchatek andyjski
- Haplophaedia assimilis (Elliot, 1876) – puchatek peruwiański
- Haplophaedia lugens (Gould, 1852) – puchatek łuskowany